# Primal Heart
Primal Heart è il terzo album in studio della cantante neozelandese Kimbra, pubblicato il 20 aprile 2018.

## Tracce
1. The Good War – 3:38 (Kimbra Johnson, Timon Martin)
2. Top of the World – 3:25 (Kimbra Johnson, Sonny Moore, Lars Horntveth)
3. Everybody Knows – 3:44 (Kimbra Johnson, Taylor Graves)
4. Like They Do on the TV – 4:19 (Kimbra Johnson, Ian Kirkpatrick, Michael Tighe)
5. Recovery – 3:19 (Kimbra Johnson, Taylor Graves)
6. Human – 3:58 (Kimbra Johnson, Michael Tighe, Paul Salva, Robin Hannibal)
7. Lightyears – 3:31 (Kimbra Johnson, Matt Friedman, Scott Mellis)
8. Black Sky – 3:51 (Kimbra Johnson, David Saw, Matt Robinson, Natasha Bedingfield)
9. Past Love – 3:35 (Kimbra Johnson, Matt Friedman)
10. Right Direction – 4:45 (Kimbra Johnson, Benjamin Davies)
11. Version of Me – 3:57 (Kimbra Johnson, Ethan Gruska, Tony Berg)
12. Real Life – 2:22 (Kimbra Johnson)